# Pakchoï
Brassica rapa subsp. chinensis
Pour les articles homonymes, voir chou.
Sous-espèce
Synonymes
Brassica campestris var. chinensis
Classification phylogénétique

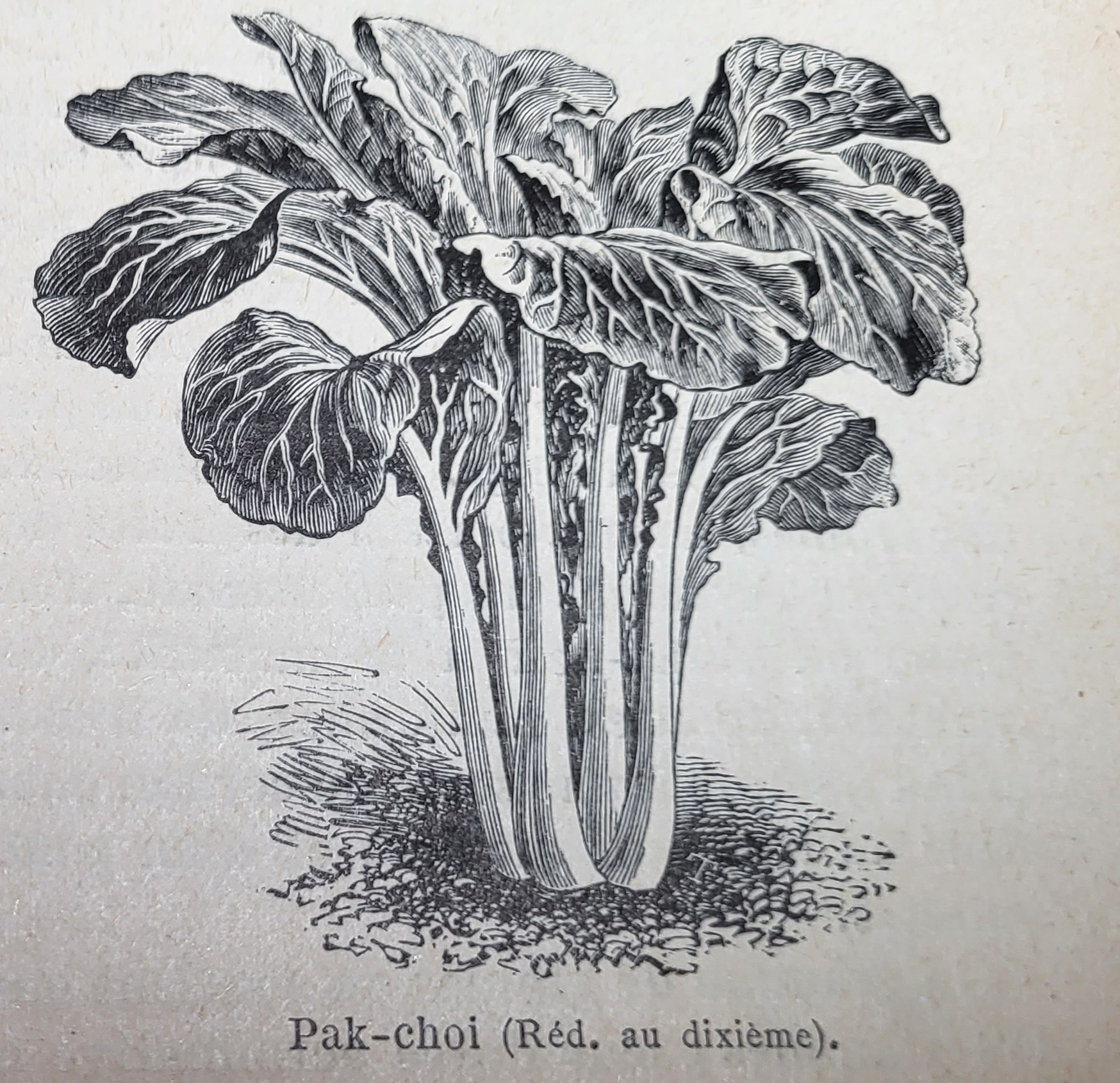
Chou chinois Pak choï - Illustration Vilmorin 1904.

Le chou de Chine, chou de Shanghai ou pakchoï (bok choy), (Brassica rapa L. subsp. chinensis) est une sous-espèce de plante herbacée de la famille des Brassicacées, cultivée comme plante potagère pour ses tiges et ses feuilles consommées comme légume.
Cette variété est voisine du pe-tsaï (Brassica rapa L. subsp. pekinensis), lui aussi appelé chou chinois. Pe-tsaï s'écrit chinois : 大白菜 ; pinyin : dà báicài ; cantonais Jyutping : baak⁶ coi³, (mot à mot : grand chou blanc) en caractères chinois, le pakchoï s'écrit quant à lui pinyin : xiǎo báicài ; cantonais Jyutping : siu² baak⁶ coi³} ; litt. « petit chou blanc » mandarin : xiǎo báicài et cantonnais siu baak choi (jyutping : siu² baak⁶ coi³). Le terme pak choï provient du cantonais, « baak choi » (jyutping : baak⁶ coi³ ), prononcé báicài (hanyu pinyin) en mandarin et signifie « légume-feuille blanc ». Cependant, en mandarin comme en cantonnais, ce terme désigne à la fois le grand et le petit chou blanc.  
Le pakchoï est l'une des nombreuses variétés de choux chinois répertoriées en Asie. Aux États-Unis d'Amérique, le pakchoï aurait été introduit par les Chinois ayant participé à la grande ruée vers l’or à la fin du XIXe siècle.[réf. nécessaire]. À la Réunion, il est appelé brède chou de chine.

## Caractéristiques
Le pakchoï ne pomme pas, il produit une rosette de feuilles longues à longs pétioles charnus de section ronde ou aplatie. Le pakchoï est plutôt comparable à la bette à cardes. Ses feuilles nervurées sont d’un vert foncé et ont un goût moins prononcé que celui du chou pommé. On trouve plusieurs variétés de pakchoï aux tiges longues ou courtes.
On peut récolter la plante jeune (plus tendre) 30 à 40 jours après le semis ou mature vers 2 mois. Il peut aussi être cultivé pour ses hampes florales comme des brocolis.

## Histoire
Le pakchoï serait l'un des types de chou chinois originaire du sud de la Chine particulièrement ancien car datant du Ve siècle. Il est maintenant commercialisé dans les communautés japonaises et chinoises du monde entier.

## Utilisation
Les pétioles sont blanchâtres, doux, juteux et croquants.
L'utilisation la plus courante du pakchoï est la préparation en sauté à l'ail (après effeuillage).
Traditionnellement en Chine les feuilles de pakchoï sont mises à sécher à l'air libre sur des cordes. Elles sont ajoutées dans la soupe en hiver. On les trouve dans les épiceries chinoises.